# Saeki Ariyoshi
 Saeki Ariyoshi (佐伯有義) est un prêtre shintoïste japonais né en octobre 1867 et mort le 25 septembre 1945.
Il est connu pour ses travaux de recherche sur le shinto, et enseigne à l'université Kokugakuin.